# Тайцнар, Рудольф
Рудольф Тайцнар (чеш. Rudolf Tajcnár; 17 апреля 1948, Братислава, Чехословакия — 30 июля 2005, Братислава, Словакия) — бывший чехословацкий хоккеист, защитник. Чемпион мира 1972 года, чемпион Европы 1971 и 1972 годов, серебряный призёр чемпионата мира 1971 года, бронзовый призёр Олимпийских игр 1972 года.

## Биография
Рудольф Тайцнар начал свою хоккейную карьеру в команде «Кошице», играл за этот клуб с 1966 по 1970 год, В 1970 году перешёл в «Слован Братислава», в котором провёл 6 сезонов. В 1976 году Тайцнар, из-за негативного отношения к коммунистическому режиму, эмигрировал из страны. Чехословацкий хоккейный союз дисквалифицировал его, а ИИХФ запретила выступать в соревнованиях под своей эгидой на протяжении двух лет. В итоге Тайцнар, который собирался играть в Швейцарии, перебрался за океан. Там он выступал в АХЛ за «Мэн Мэринерз», которому в первый же сезон помог выиграть Кубок Колдера. Следующий сезон он также провёл в Северной Америке, в ом числе отыграл 2 матча в ВХА за «Эдмонтон Ойлерз». В 1979 году вернулся в Европу, 2 года играл за команду «Амбри-Пиотта». В 1981 году перешёл в «Аскону». Завершил игровую карьеру в 1983 году, тренировал в Швейцарии «Аскону» (1983—84) и «Фрауэнфельд» (1984—85).
Помимо клубов выступал за сборную Чехословакии в 1971 и 1972 годах. В составе чехословацкой сборной — чемпион мира 1972 года, чемпион Европы 1971 и 1972 годов, серебряный призёр чемпионата мира 1971 года, бронзовый призёр Олимпийских игр 1972 года.
После возвращения в Словакию не имел отношения к хоккею. Умер 30 июля 2005 года в Братиславе, в возрасте 57 лет. 25 ноября 2006 года был посмертно принят в Зал славы словацкого хоккея.

## Достижения
- Чемпион мира 1972
- Чемпион Европы 1971 и 1972
- Серебряный призёр чемпионата мира 1971
- Бронзовый призёр Олимпийских игр 1972
- Обладатель Кубка Колдера 1978

## Статистика
- Чемпионат Чехословакии — более 300 игр, 63 шайбы
- Сборная Чехословакии — 54 игры, 9 шайб
- АХЛ — 75 игр, 45 очков (10 шайб + 35 передач)
- ВХА — 2 игры